# Lykttetra
Lykttetra (Hemigrammus ocellifer) är en fiskart som först beskrevs av Franz Steindachner 1882.  Lykttetra ingår i släktet Hemigrammus och familjen Characidae. Inga underarter finns listade i Catalogue of Life.